# Tonmi Lillman
Tonmi Kristian Lillman (Helsinki, 1973. június 3. – 2012. február 13.) finn zenész, producer és grafikus.

## Életpálya
1973-ban született a finn fővárosban, Helsinkiben. Kiskorában dobon és basszusgitáron tanult. Később csatlakozott a Lordi nevű bandához. 2006-ban ők képviselték Finnországot az Eurovíziós Dalfesztiválon, amelyet meg is nyertek. Lillman 2012-ben hunyt el, a zenekar február 15.-én a Facebookon jelentette be halálát. A halál okát nem hozták nyilvánosságra.